# Tiofanat metylowy
Tiofanat metylowy – organiczny związek chemiczny stosowany jako środek ochrony roślin przed chorobami grzybowymi.
Środek w postaci zawiesiny, stosowany prewencyjnie do zaprawiania nasion i do odkażania podłoża. Interwencyjnie do ochrony upraw rolniczych i ogrodniczych. W ogrodnictwie do oprysków roślin warzywniczych, ozdobnych i sadowniczych. Zwalcza m.in. zgniliznę twardzikową, brunatną zgniliznę drzew pestkowych, szarą pleśń, amerykański mączniak agrestu i rdzę wejmutkowo-porzeczkową.
Stosowany również jako składnik maści ogrodniczych. Farba emulsyjna z dodatkiem 2% Topsinu, jest zalecana jako środek zastępujący maść ogrodniczą.
Środek bardzo toksyczny dla organizmów wodnych, może powodować długo utrzymujące się niekorzystne zmiany
w środowisku wodnym.